# Demografia de El Salvador

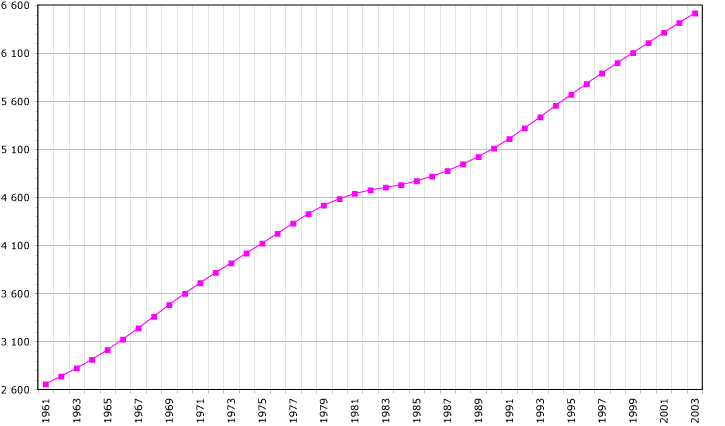
Evolução da população salvadorenha entre 1963 e 2000

El Salvador é um país localizado na América Central, banhada apenas pelo oceano pacifico (nas porções sul e leste), fazendo fronteira com Honduras e Guatemala.

## População
População de aproximadamente 6,2 milhões de pessoas, sendo 90% mestiça de índio e espanhol, sua densidade demográfica é de 309,9 habitantes por quilômetro quadrado com 0,5% de crescimento populacional. Aproximadamente 73% de sua população reside na área urbana. As principais etnias que compõem a população de El Salvador são: Mestiça, 89% do total de habitantes, Índia, correspondendo a 10% e 1% branca. A religião de maior relevância é a Católica e poucos descendentes de nativos mantiveram seus costumes e tradições. 
1. ↑  «El Salvador População, 1960-2019 - knoema.com». Knoema. Consultado em 4 de novembro de 2020

## Pirâmide etária[1]
(est. 2000)
- 0-14 anos: 26,9%

- 15-64 anos: 64,7%
- 65 anos ou mais: 8,5%

## Densidade
- Taxa de crescimento demográfico anual: 1.87% (est. 2000)

A capital do país, San Salvador, tem cerca de 2,1 milhões de pessoas. Cerca de 42% da população do país vive em áreas rurais.

## Economia
De economia pouco significativa o setor industrial predomina o processamento de alimentos, tabaco, têxtil, petróleo, bebidas. Principal produto de exportação são o camarão, café e cana de açúcar. Segundo a ONU aproximadamente metade da população de El Salvador vive abaixo da linha da pobreza, Estima-se que 10% da população seja subnutrido, taxa de mortalidade infantil é de 20 óbitos a cada mil nascidos vivos, e o analfabetismo atinge 18% da população.

## Idiomas
A língua espanhola é virtualmente falada por todos os habitantes. Alguns indígenas, majoritariamente da etnia pipiles, falam o náhuatl-pipil.

## Religião
| Católicos | Protestantes | Sem    | Outras |
| 55,7 %    | 26,4 %       | 15,1 % | 2,8 %  |

(IUDOP-UCA 2007/2008)